# Ди Кьяра, Станислао
Станислао ди Кьяра (итал. Stanislao Di Chiara; 24 декабря 1891, Монтегранаро, Марке — 10 сентября 1973, Феррара, Эмилия-Романья) — итальянский спортивный гимнаст. Участник летних Олимпийских игр 1908 года.

## Биография
Станислао ди Кьяра родился 24 декабря 1891 года в итальянской коммуне Монтегранаро.
Выступал в соревнованиях по спортивной гимнастике за «Палестра Джиннастика» из Феррары.
В 1908 году вошёл в состав сборной Италии на летних Олимпийских играх в Лондоне. В командном многоборье, в котором оценивали внешний вид, точность движений и стиль, а также физиологическое сочетание упражнений, сборная Италии, за которую выступали 29 гимнастов, заняла 6-е место, набрав 316 баллов и уступив 122 балла завоевавшей золото сборной Швеции. 17-летний ди Кьяра был самым молодым гимнастом в итальянской команде.
После Олимпиады продолжал успешно выступать в соревнованиях. В 1911 году в составе команды Эсте победил на турнире в Турине.
Продолжал выступления до начала Первой мировой войны, которая прервала его спортивную карьеру на высоком уровне.
Умер 10 сентября 1973 года в Ферраре.